# Centaurea paui
Centaurea paui là một loài thực vật có hoa trong họ Cúc. Loài này được Loscos ex Willk. mô tả khoa học đầu tiên năm 1892.